# Cantón de Port-Sainte-Marie
El cantón de Port-Sainte-Marie era una división administrativa francesa, que estaba situada en el departamento de Lot y Garona y la región de Aquitania.

## Composición
El cantón estaba formado por diez comunas:
- Aiguillon
- Bazens
- Bourran
- Clermont-Dessous
- Frégimont
- Galapian
- Lagarrigue
- Nicole
- Port-Sainte-Marie
- Saint-Salvy

## Supresión del cantón de Port-Sainte-Marie
En aplicación del Decreto n.º 2014-257 de 26 de febrero de 2014, el cantón de Port-Sainte-Marie fue suprimido el 22 de marzo de 2015 y sus 10 comunas pasaron a formar parte del nuevo cantón de Le Confluent.